# Mordellistena nunenmacheri
Mordellistena nunenmacheri is een keversoort uit de familie spartelkevers (Mordellidae). De wetenschappelijke naam van de soort is voor het eerst geldig gepubliceerd in 1918 door Liljeblad.